# NGC 1428
NGC 1428 é uma galáxia elíptica (E/SB0) localizada na direcção da constelação de Fornax. Possui uma declinação de -35° 09' 14" e uma ascensão recta de 3 horas, 42 minutos e 22,9 segundos.